# Fèlix, Fortunat i Aquil·leu de Valença
Fèlix, Fortunat i Aquileu (Valença, Droma, s. II - 212) són tres figures possiblement llegendàries, creades a partir dels sants reals Fèlix i Fortunat d'Aquileia. Segons la tradició, foren màrtirs cristians durant les persecucions de Caracal·la.
Fèlix hauria sigut prevere, i Fortunat i Aquileu, els seus diaques; tots tres haurien nascut a Valença (Droma) i s'havien format a Lió. Des d'allí, el bisbe Ireneu de Lió els hauria enviat a Valença per evangelitzar la regió. Van convertir molta gent i dugueren a terme miracles, per la qual cosa foren detinguts per les autoritats romanes. Empresonats, uns àngels els haurien alliberats i els haurien ordenat de destruir les estàtues dels déus pagans dels temples. Així, Fèlix, Fortunat i Aquileu destorçaren les escultures de Mercuri, Saturn i Júpiter. Els tres tornaren a ésser capturats i torturats: els trencaren les cames, foren lligats a rodes i, finalment, decapitats, l'any 212.
La tradició apareix ja al segle vi a les addicions gal·licanes del martirologi de Sant Jeroni. Per l'aparició tardana, i la coincidència amb l'arribada a la ciutat de Valença d'unes relíquies dels sants d'Aquileia Fèlix i Fortunat, s'ha pensat que els sants Fèlix, Fortunat i Aquileu són el fruit d'un desdoblament hagiogràfic que volia explicar la presència de les relíquies en atribuir-les a uns fills de la ciutat, i fruit de la confusió del gentilici Achillei («d'Aquileia») amb un nom propi de persona. Es tractaria, doncs, de figures llegendàries i no van existir en la realitat, fora dels sants d'Aquileia.
G. de Manteyer pensa que hauria estat el bisbe Just de Lió qui, en tornar del concili d'Aquileia de 381, podria haver portat a Valença algunes relíquies dels dos sants. Les relíquies passaren al segle x al monestir de Saint-Chaffre i després al de Charlieu.
A la biblioteca diocesana de Vic es conserva un fragment en molt mal estat de l'inici de la Passió dels sants Fèlix, Fortunat i Aquil·leu de Valença que data del segle xii.